# Атаманюк Іван Петрович
Іван Петрович Атаманюк (17 вересня 1907, с. Яблунів, нині смт Косівського району Івано-Франківської області — 30 січня 1989, м. Коломия) — український педагог, письменник, перекладач. Учень Богдана Лепкого.
Навчався в Коломийській гімназії і Яґеллонському університеті (м. Краків, Польща).
У 1939–1944 викладав іноземні мови в школі та гімназії Чорткова.
Від літа 1944 року жив у Яблуневі.
Автор оповідань, поезій, нарисів у період. виданнях.